# Elements
„Elements“ е вторият солов албум на басиста на Дийп Пърпъл, Роджър Глоувър. Издаден е през 1978 г., от PolyGram Records. Основната концепция в албума е базирана на четирите елемента (земя, вода, въздух и огън).

## Състав
- Роджър Глоувър – синтезатор, бас, перкусия, ситар, акустична китара, беквокали
- Саймън Филипс – барабани, перкусия
- Мики Лий Сол – пиано, орган, перкусия
- Греъм Прескет – електрическа цигулка, кларинет
- Рони Аспрей – саксофон, флейта
- Мартин Бирч – акустична китара, беквокали
- Лиза Страйк – основни вокали
- Хелън Чапъл – основни вокали

|  | Тази страница частично или изцяло представлява превод на страницата Elements (Roger Glover album) в Уикипедия на английски. Оригиналният текст, както и този превод, са защитени от Лиценза „Криейтив Комънс – Признание – Споделяне на споделеното“, а за съдържание, създадено преди юни 2009 година – от Лиценза за свободна документация на ГНУ. Прегледайте историята на редакциите на оригиналната страница, както и на преводната страница, за да видите списъка на съавторите. ВАЖНО: Този шаблон се отнася единствено до авторските права върху съдържанието на статията. Добавянето му не отменя изискването да се посочват конкретни източници на твърденията, които да бъдат благонадеждни. |